# Saranyoo Intahrat
Saranyoo Intahrat (thailändisch ศรันยู อินต๊ะราช, * 29. Juni 1989 in Chiangrai), auch als Ta (thailändisch ต๊ะ) bekannt, ist ein thailändischer Fußballspieler.

## Karriere

### Verein
Saranyoo Intahrat erlernte das Fußballspielen bei der Jugendmannschaft von Police United in Bangkok. Hier unterschrieb er 2007 auch seinen ersten Profivertrag. Bis 2015 spielte er 197 Mal für den Club und wurde 2009 und 2015 Meister der Zweiten Liga, der Thai Premier League Division 1. Nachdem der Verein nach Ende der Saison 2015 gesperrt worden war, verließ er den Club und schloss sich dem Erstligisten Chiangrai United aus Chiang Rai an. 2017 wechselte er zum Zweitligisten BBCU FC nach Bangkok. Nachdem auch dieser Verein im April gesperrt worden war, wechselte er zum Erstligisten Sisaket FC nach Sisaket. Nach zwei Spielen für Sisaket unterschrieb er 2018 einen Vertrag bei Police Tero FC. Nach dem Abstieg von Police ging er Anfang 2019 nach Prachuap und schloss sich dem dortigen Erstligisten PT Prachuap FC an. Im September 2019 stand er im Endspiel des Thai League Cup. Das Finale gegen Buriram United gewann man im Elfmeterschießen. Am 29. Mai 2022 stand er erneut mit PT im Finale des Thai League Cup. Hier unterlag man im BG Stadium Buriram United mit 4:0. Nach 41 Erstligaspielen wechselte er im Juli 2022 in die zweite Liga. Hier schloss er sich in Udon Thani dem Udon Thani FC an. Nach zwölf Zweitligaspielen wurde sein Vertrag im Dezember 2022 nicht verlängert.

### Nationalmannschaft
Von 2003 bis 2004 spielte Saranyu Intarach dreimal in der thailändischen U-16-Nationalmannschaft. Zweimal trug er das Trikot der U-19-Nationalmannschaft.

## Erfolge
Police United
Thailändischer Zweitligameister: 2009, 2015
PT Prachuap FC
- Thailändischer Ligapokalsieger: 2019
- Thailändischer Ligapokalfinalist: 2021/22